# Nampula
Nampula ist das wirtschaftliche Zentrum des Nordens von Mosambik und Hauptstadt der gleichnamigen Provinz Nampula.

## Geographie
Nampula liegt im gleichnamigen Distrikt, im Zentrum der Provinz Nampula.

## Geschichte
Ab 1896 führten die Portugiesen Feldzüge gegen die Königreiche Macuana, Maurusa und Mongole, um den Norden des heutigen Mosambiks unter ihre Kontrolle zu bringen. 1907 wurde hier Nampula als Militärstützpunkt gegründet. Ab 1930 bestand eine Eisenbahnverbindung, wodurch der Ort schnell an Größe zunahm. 1934 wurde Nampula zur Kleinstadt (Vila) erhoben, 1956 zur Stadt (Cidade). Im Verlauf des Portugiesischen Kolonialkriegs, der in der Region ab 1964 wütete, gewann der portugiesische Militärstützpunkt an Bedeutung. 1967 verlegte die portugiesische Kolonialregierung das Hauptquartier der Armee von der Ilha de Moçambique hierhin.
Ein wichtiger Militärstützpunkt blieb Nampula auch nach der Unabhängigkeit Mosambiks 1975. Hier befindet sich die Militärakademie Mosambiks (Academia Militar de Moçambique).
Im Oktober 2017 wurde der Bürgermeister, Mahamudo Amurrane (MDM), in Nampula erschossen.

## Bevölkerung
Die Stadt Nampula wurde im Verlauf des Kolonialkrieges, vor allem aber im folgenden Bürgerkrieg Anlaufpunkt für Kriegsflüchtlinge. Die Hoffnung auf ein besseres Leben in der Stadt hat die Einwohnerzahl durch stetige Zuwanderung weiter steigen lassen. 2017 lebten hier 743.125 Menschen.
| Einwohnerzahl Nampulas (1970–2017) | Einwohnerzahl Nampulas (1970–2017) | Einwohnerzahl Nampulas (1970–2017) | Einwohnerzahl Nampulas (1970–2017) | Einwohnerzahl Nampulas (1970–2017) | Einwohnerzahl Nampulas (1970–2017) | Einwohnerzahl Nampulas (1970–2017) |
| ---------------------------------- | ---------------------------------- | ---------------------------------- | ---------------------------------- | ---------------------------------- | ---------------------------------- | ---------------------------------- |
| 1970                               | 1980                               | 1991                               | 1997                               | 2005                               | 2007                               | 2017                               |
| 23.072                             | 145.722                            | 232.167                            | 303.346                            | 385.089                            | 471.717                            | 743.125                            |

## Religion
Seit 1940 ist Nampula römisch-katholischer Bischofssitz, der 1984 zum Sitz des Erzbistums Nampula erhoben wurde. Die zweitürmige  Kathedrale „Nossa Senhora de Fátima“ wird im Volksmund auch Gina Lollobrigida genannt.

## Kultur und Sehenswürdigkeiten
Nampula hat zahlreiche Gebäude aus der portugiesischen Kolonialzeit. Typisch für die Region sind die baumbestandenen Plätze.

## Wirtschaft und Infrastruktur

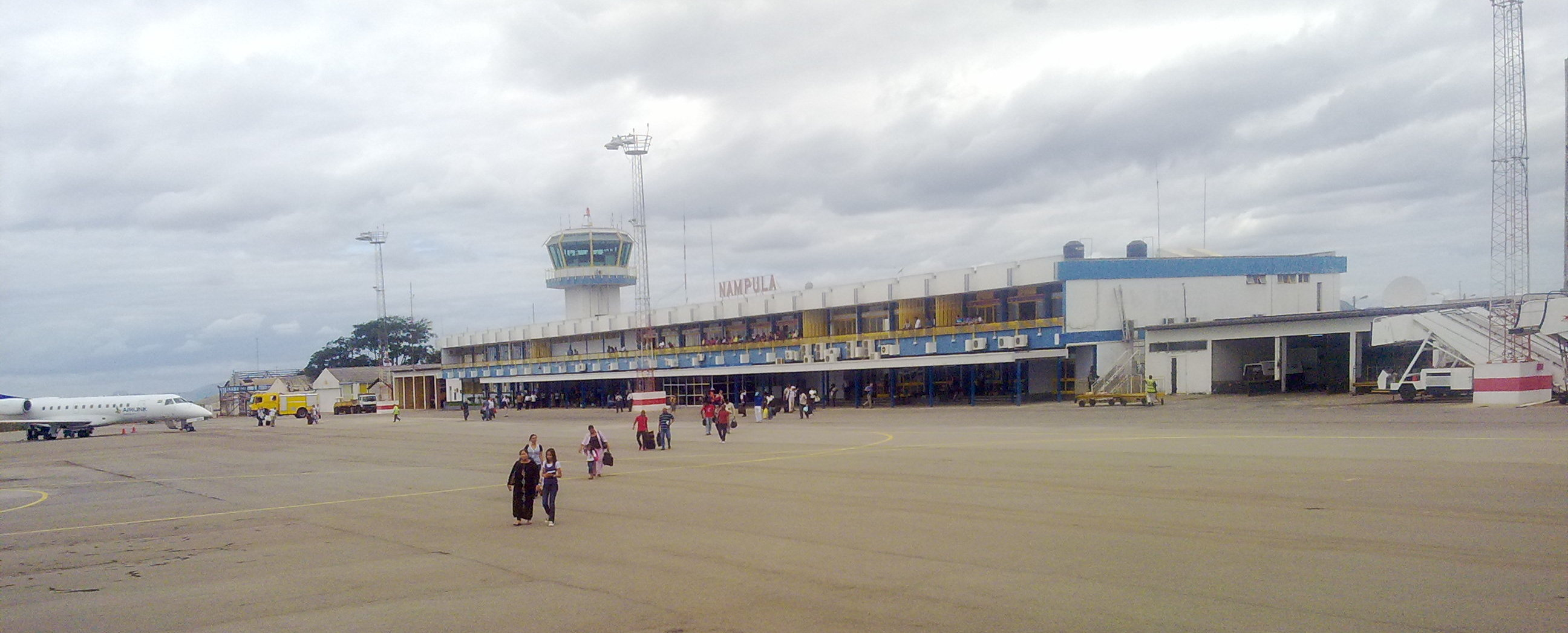
Der Flughafen von Nampula

Nampula ist eine Geschäfts-, Banken- und Verwaltungsstadt. In der Region wird Baumwoll-, Gemüse-, Mais- und Erdnussanbau betrieben. 
Die Stadt liegt an der Bahnstrecke Nacala-Lichinga. Eine Nebenstrecke und eine Straße führen zum Hafen Lumbo an der Straße von Mosambik gegenüber Ilha de Moçambique. Das Straßennetz um Nampula ist sehr gut ausgebaut.
Nampula verfügt über einen internationalen Flughafen. Die mosambikanische Inlandsfluglinie Air Corridor hatte hier ihren Sitz, bis sie 2008 den Flugbetrieb einstellte.
Die Stadt beherbergt folgende Universitäten:
- die 2019 gegründete staatliche Rovuma Universität
- die 1996 von der katholischen Kirche gegründete private Universidade Católica de Moçambique (UCM), deren Abschlüsse staatlich anerkannt sind.

## Persönlichkeiten der Stadt
- Joana Simeão (1937–zwischen 1977 und 1980), Lehrerin, Widerstandskämpferin und Politikerin
- Carlos Queiroz (* 1953), Fußballtrainer
- Vítor Rodrigues (* 1964), portugiesischer Radrennfahrer
- Rui Águas (* 1972), portugiesischer Autorennfahrer
- Abel Xavier (* 1972), portugiesischer Fußballnationalspieler
- Rui Bandeira (* 1973), portugiesischer Pop- und Schlagersänger
- Paulo Fonseca (* 1973), portugiesischer Fußballspieler und -trainer
- Diogo Pinto (* 1974), Generalsekretär der Europäischen Bewegung International